# Драган Радојичић
Драган Радојичић (Никшић, 3. јун 1970) бивши је црногорски фудбалер, а садашњи фудбалски тренер.

## Тренерска каријера
Радојичић је био помоћник Драгољубу Беквалцу, тренеру Војводине, на почетку сезоне 2008/09, да би након смене Беквалца, 21. октобра 2008, преузео место тренера првог тима. Ипак на месту главног тренера Војводине се задржао тек два месеца, јер је 23. децембра 2008. на његово место постављен Љупко Петровић. Радојичић је након тога водио Нови Сад у Првој лиги Србије.
Током 2011. је водио кратко Грбаљ, а потом је у сезони 2011/12. водио Рудар из Пљеваља.
У јуну 2012. је преузео Сутјеску. На клупи екипе из Никшића је провео наредне две сезоне током којих је освојио две титуле првака Црне Горе. Крајем јула 2014. је преузео подгоричку Будућност. Радојичић са екипом Будућности у сезони 2014/15. није успео да освоји титулу првака, док је у Купу елиминисан у полуфиналу од Петровца. У јуну 2015. је напустио клупу подгоричког тима.
Крајем децембра 2015. је преузео ОФК Београд. Радојичић је дошао као четврти тренер ОФК Београда у овој сезони, а клуб се након јесењег дела шампионата налазио на 13. месту на табели. Радојичић је са ОФК Београдом испао из Суперлиге Србије, да би након истека уговора на крају сезоне напустио клуб.
Крајем маја 2016. по други пут у каријери преузима Рудар из Пљеваља. Прва утакмица коју је водио било је финале Купа, 2. јуна 2016, против Будућности. Рудар је после пенала славио па је тако Радојичић већ на првој утакмици освојио трофеј. Ипак Радојичић се није дуго задржао на клупи Рудара. Након само пет кола шампионата 2016/17, челници Рудара одлучили су да га смене након серије од четири меча без тријумфа.
У јуну 2017. по други пут у каријери је преузео Грбаљ. На клупи Грбља се задржао до краја јесење полусезоне. Грбљани су са Радојичићем на клупи солидно почели првенство, средином полусезоне били су и у горњем делу табеле, али су нешто слабијим финишом, са пет везаних мечева без победе, доспели у зону баража. Дана 14. децембра 2017, Радојичић је споразумно раскинуо сарадњу са клубом.
У јуну 2018. је преузео новосадски Пролетер. У дебитантској сезони у Суперлиги, Пролетер је под командном палицом Радојичића изборио пласман у плеј-оф и на крају заузео седмо место на табели. У јуну 2019. није дошло до договора о наставку сарадње, па је Радојичић напустио клуб.
У августу 2019. је преузео београдски Рад. Након завршетка јесењег дела сезоне 2019/20, Радојичић је напустио клупу Рада. Рад је завршио јесењи део Суперлиге Србије на претпоследњем месту, док је у Купу елиминисан у шеснаестини финала од српсколигаша ОФК Београда.
У јулу 2020. је по други пут у каријери постављен за тренера никшићке Сутјеске. Са те функције је смењен 6. новембра 2020. године.

## Тренерски успеси

### Сутјеска
- Првенство Црне Горе (2): 2012/13, 2013/14.

### Рудар
- Куп Црне Горе (1) : 2015/16.